# Venarey-les-Laumes
Venarey-les-Laumes és un municipi francès, situat al departament de la Costa d'Or i a la regió de Borgonya - Franc Comtat. L'any 2007 tenia 3.052 habitants.

## Demografia

### Població
El 2007 la població de fet de Venarey-les-Laumes era de 3.052 persones. Hi havia 1.439 famílies, de les quals 588 eren unipersonals (263 homes vivint sols i 325 dones vivint soles), 392 parelles sense fills, 331 parelles amb fills i 128 famílies monoparentals amb fills.
La població ha evolucionat segons el següent gràfic:
Habitants censats

### Habitatges
El 2007 hi havia 1.576 habitatges, 1.448 eren l'habitatge principal de la família, 50 eren segones residències i 78 estaven desocupats. 836 eren cases i 727 eren apartaments. Dels 1.448 habitatges principals, 679 estaven ocupats pels seus propietaris, 734 estaven llogats i ocupats pels llogaters i 35 estaven cedits a títol gratuït; 33 tenien una cambra, 148 en tenien dues, 475 en tenien tres, 379 en tenien quatre i 413 en tenien cinc o més. 764 habitatges disposaven pel capbaix d'una plaça de pàrquing. A 740 habitatges hi havia un automòbil i a 369 n'hi havia dos o més.

### Piràmide de població
La piràmide de població per edats i sexe el 2009 era:
| Homes | Edats   | Dones |
| ----- | ------- | ----- |
| 0     | 95 o +  | 4     |
| 12    | 90 a 94 | 4     |
| 8     | 85 a 89 | 24    |
| 24    | 80 a 84 | 24    |
| 44    | 75 a 79 | 72    |
| 76    | 70 a 74 | 84    |
| 68    | 65 a 69 | 136   |
| 56    | 60 a 64 | 88    |
| 64    | 55 a 59 | 60    |
| 96    | 50 a 54 | 128   |
| 168   | 45 a 49 | 124   |
| 72    | 40 a 44 | 108   |
| 96    | 35 a 39 | 104   |
| 140   | 30 a 34 | 108   |
| 144   | 25 a 29 | 120   |
| 84    | 20 a 24 | 124   |
| 128   | 15 a 19 | 153   |
| 64    | 10 a 14 | 128   |
| 92    | 5 a 9   | 92    |
| 100   | 0 a 4   | 76    |

## Economia
El 2007 la població en edat de treballar era de 1.942 persones, 1.434 eren actives i 508 eren inactives. De les 1.434 persones actives 1.256 estaven ocupades (697 homes i 559 dones) i 178 estaven aturades (73 homes i 105 dones). De les 508 persones inactives 207 estaven jubilades, 157 estaven estudiant i 144 estaven classificades com a «altres inactius».

### Ingressos
El 2009 a Venarey-les-Laumes hi havia 1.441 unitats fiscals que integraven 3.028,5 persones, la mediana anual d'ingressos fiscals per persona era de 15.622 €.

### Activitats econòmiques
Dels 159 establiments que hi havia el 2007, 1 era d'una empresa extractiva, 5 d'empreses alimentàries, 2 d'empreses de fabricació de material elèctric, 4 d'empreses de fabricació d'altres productes industrials, 25 d'empreses de construcció, 39 d'empreses de comerç i reparació d'automòbils, 14 d'empreses de transport, 8 d'empreses d'hostatgeria i restauració, 10 d'empreses financeres, 4 d'empreses immobiliàries, 10 d'empreses de serveis, 18 d'entitats de l'administració pública i 19 d'empreses classificades com a «altres activitats de serveis».
Dels 52 establiments de servei als particulars que hi havia el 2009, 1 era una oficina d'administració d'Hisenda pública, 1 gendarmeria, 1 oficina de correu, 3 oficines bancàries, 1 funerària, 4 tallers de reparació d'automòbils i de material agrícola, 1 autoescola, 3 paletes, 6 guixaires pintors, 3 fusteries, 4 lampisteries, 4 electricistes, 1 empresa de construcció, 8 perruqueries, 2 veterinaris, 6 restaurants, 1 agència immobiliària i 2 salons de bellesa.
Dels 20 establiments comercials que hi havia el 2009, 3 eren supermercats, 1 un supermercat, 3 fleques, 2 carnisseries, 1 una peixateria, 4 botigues de roba, 1 una botiga d'equipament de la llar, 1 una sabateria, 1 una botiga d'electrodomèstics i 3 floristeries.
L'any 2000 a Venarey-les-Laumes hi havia 9 explotacions agrícoles que ocupaven un total de 486 hectàrees.

## Equipaments sanitaris i escolars
El 2009 hi havia 2 farmàcies i 1 ambulància.
El 2009 hi havia 4 escoles maternals i 3 escoles elementals. Venarey-les-Laumes disposava d'un col·legi d'educació secundària amb 346 alumnes.

## Poblacions més properes
El següent diagrama mostra les poblacions més properes.